# Булыгин, Сергей Иванович
Серге́й Ива́нович Булы́гин (род. 10 июля 1963) — советский и белорусский биатлонист, олимпийский чемпион 1984 г. в эстафете 4 х 7,5 км (с Д. Васильевым, Ю. Кашкаровым и А. Шалной), 4-кратный чемпион мира в эстафете 4х7,5 км (1983, 1985, 1986) и в командной гонке на 10 км (1989), неоднократный чемпион СССР (1983-85). Заслуженный мастер спорта СССР (1984).
Выступал за СКА (Новосибирск, Минск).

## Биография
Дедушка и бабушка Сергея родом из Белоруссии, из деревни Ухвала Крупского района, в своё время переселились в Россию.
Сергей родился в Новосибирской области в деревне Соловьёвка Карасукского района (сейчас относится к Баганскому району). Вскоре родители перебрались из Соловьевки в поселок городского типа Ташара, поскольку там была средняя школа. Сам Булыгин уточняет, что обязан карьере биатлониста случаю. В Ташару как-то приехал тренер Валерий Николаевич Польховский и открыл секцию лыжного спорта. Желающих заниматься было очень много, в их числе Сергей и его два брата. Спустя год отсеялась большая группа. Практически всем не нравилось, что первая тренировка начиналась в 6 часов утра. Сергей с братьями остался.
Когда Булыгин учился в 5 классе, пьющие родители оставили его с двумя братьями в интернате. Помощь небольшая была только от тети и бабушки, живших в Ташаре.
Чуть позже тренер предложил перейти им в биатлон. Старший брат сразу же согласился, через год к нему присоединился средний, когда окончил школу, перешёл и сам Сергей. Вскоре попал в юниорскую сборную Союза. В 1982 году завоевал две медали: серебряную и бронзовую на чемпионате мира среди юниоров в Раубичах.
После этого успеха переведен в главную команду страны (было всего 19 лет). На соревнованиях в Кирово-Чепецке на дистанции 20 километров бежал со взрослыми. Сделав по ходу гонки всего один промах, выиграл с огромным отрывом. После этого главный тренер официально объявил, что берет Булыгина в команду на взрослый чемпионат мира 1983 года.
На ЧМ в Антерсельве сборная вообще была молодая — Булыгин, Альгимантас Шална, Юрий Кашкаров и Петр Милорадов. Однако юные биатлонисты выиграли золото в эстафете, принеся главную сенсацию на чемпионате. В 1983 году переезжает в Минск.
На играх в Сараево вся команда неудачно выступила в индивидуальных гонках. Завершающим стартом была эстафета. 1-й этап бежал Дмитрий Васильев. Он оторвался от преследователей на минуту и семь секунд. Юрий Кашкаров бежал 2-й этап и в целом пробежал успешно, по-прежнему занимаю лидирующую позицию. Альгимантас Шална по пути к 1-му огневому рубежу сумел увеличить гандикап до 40 секунд, а после стрельбы лежа ушёл с отрывом от команды ГДР в 47 секунд. Однако в стрельбе стоя он сделал 2 промаха. На заключительный этап отправился Булыгин, имея отставание в 18 секунд от немца Франка Ульриха. До первого огневого рубежа он настиг немца. На обоих рубежах стрелял чисто и уходил на финиш, имея преимущество в 17 секунд. Однако ближе к финишу он увидел, что соперники близко, но из последних сил добрался первым.
По итогам Олимпиады присвоено звание ЗМС СССР и награждён орденом «Знак Почёта».
В 1986 году Сергей стал чемпионом мира в эстафете. Потом наступил спад в результатах. В 1988 Булыгин поехал на свою вторую Олимпиаду в Калгари, где однако не выступал, оставшись в запасе.
Последними успехами стали победа в командной гонке на первенстве мира 1989 года и в 1990 году выигрыш Спартакиады народов СССР.
Окончил военно-спортивный институт в Ленинграде. Старший лейтенант запаса.
В 90-е занимался мелким бизнесом — перегонял машины из Европы в Белоруссию. В 1993 уехал в Швейцарию к другу, где работал помощником в биатлонной сборной. С 1996 живёт в Белоруссии, в 1998 избран заместителем руководителя Белорусской федерации биатлона.
Учредитель и директор коммерческой фирмы «СпортЮнион» (продажа спортивной обуви).

## Политические взгляды
Подписал открытое письмо спортивных деятелей страны, выступающих за действующую власть Беларуси после жестких подавлений протестов в 2020 году.

## Семья
Жена Марина, растят дочь (1986 г.р.)

## Достижения
- Чемпион ЗОИ 1984 в эстафете 4×7,5 км. В гонке на 10 км занял 11-е место, на 20 км 17-е место.
- Чемпион мира 1983, 1985, 1986 в эстафете 4×7,5 км, 1989 в командной гонке на 20 км.
- Чемпион СССР 1983—1985.